# 錦泰苑

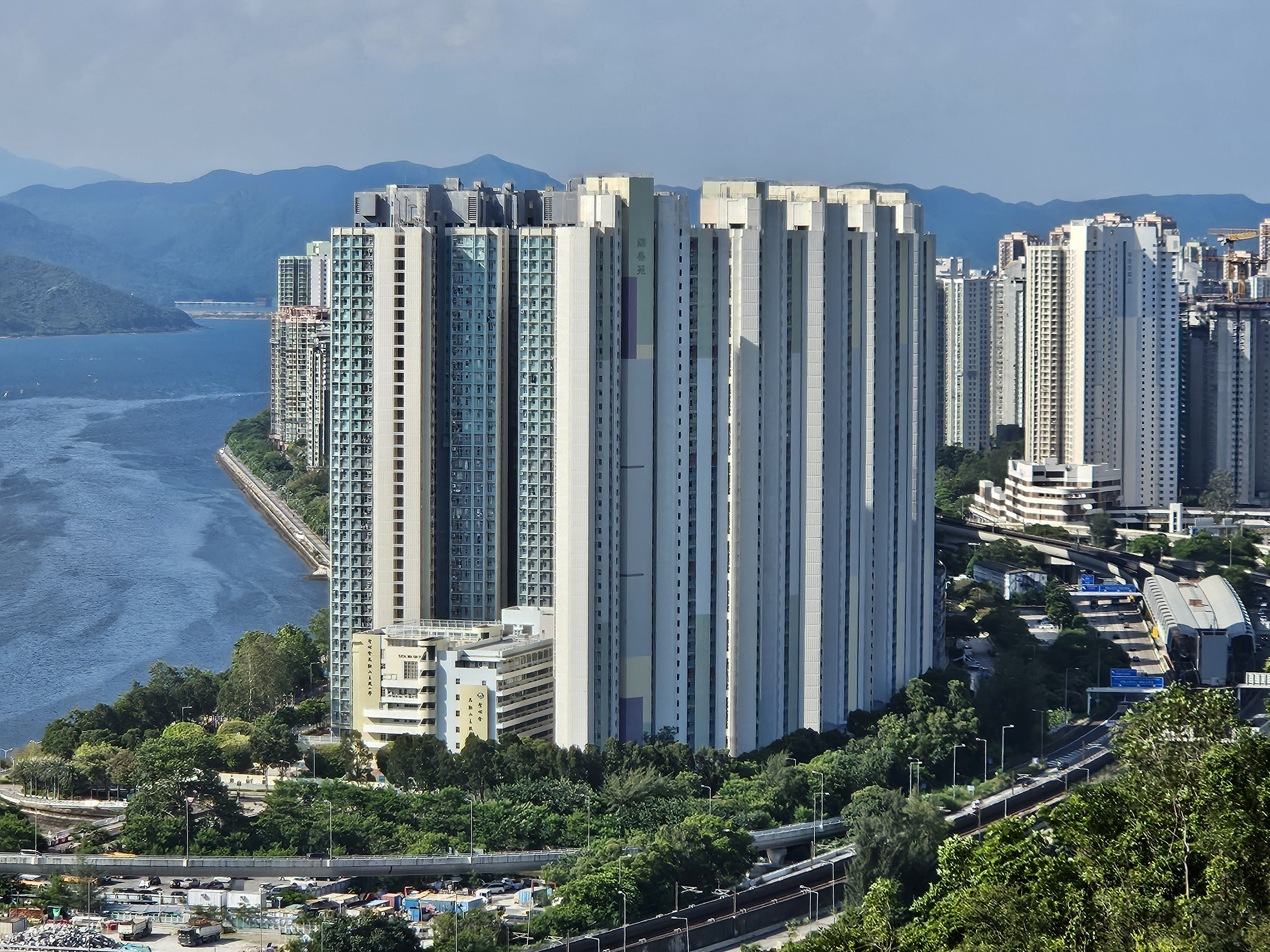
錦泰苑

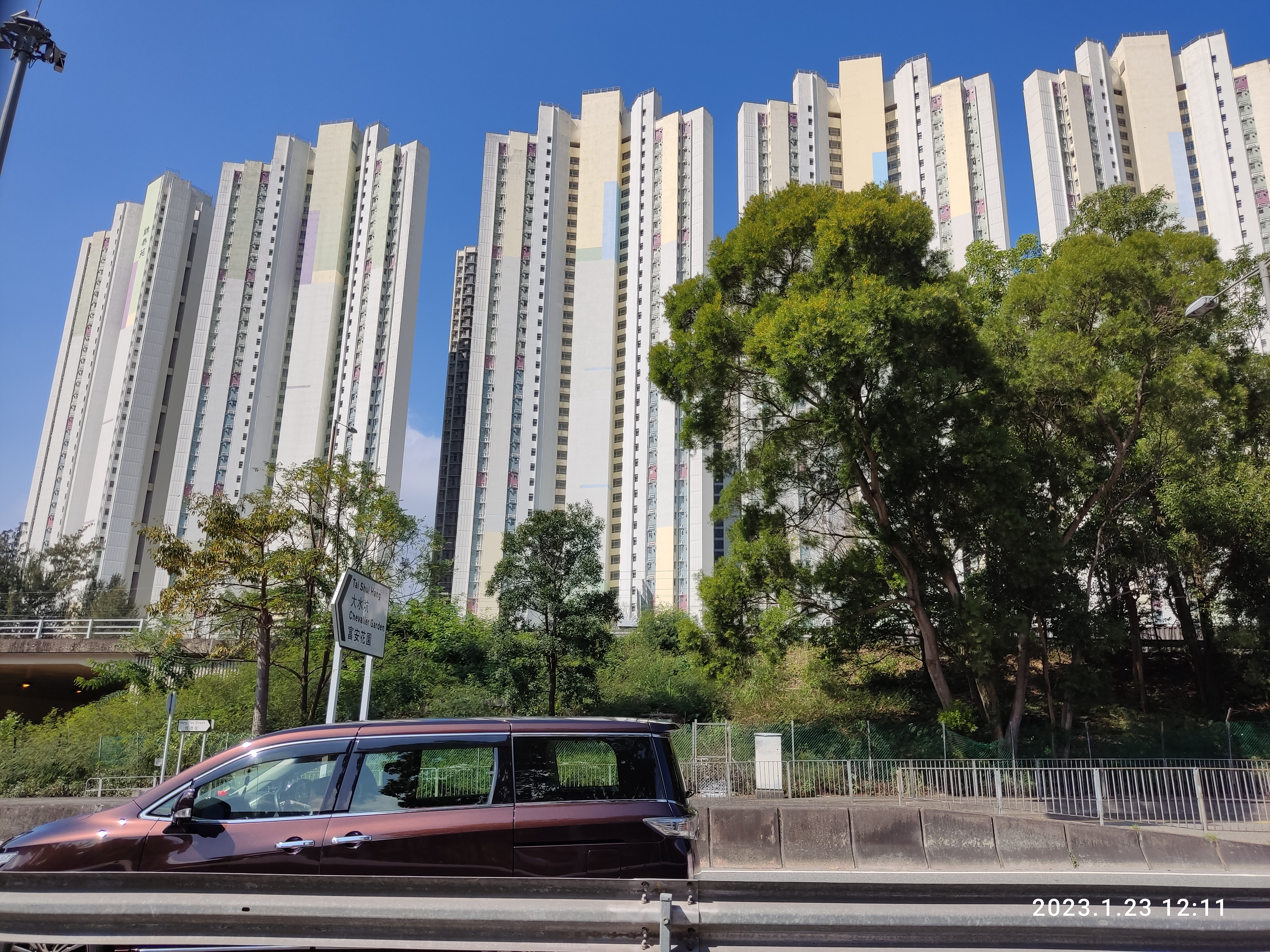
錦泰苑的五幢單向式康和型大廈

錦泰苑（英語：Kam Tai Court）是香港房屋委員會在沙田區的居者有其屋屋苑之一，位於新界沙田區馬鞍山大水坑靠近吐露港的填海地上，屋苑鄰近港鐵大水坑站，屬居屋第十九期丙，在2000年6月落成，於同年10月27日至12月12日入伙。

## 屋苑資料

### 概要
錦暉苑於2020年7月竣工前，本屋苑曾經是馬鞍山新市鎮最新落成的居屋屋苑，在錦泰苑落成後的二十年之內香港房屋委員會並沒有在馬鞍山新市鎮興建過任何一個新落成的居屋屋苑，故此錦泰苑成為馬鞍山新市鎮最新落成的居屋屋苑達二十年之久。

### 樓宇
| 樓宇名稱（座號） | 樓宇類型                  | 落成年份 | 樓宇層數 （住宅層數） | 每層伙數 | 單位數目（伙） | 建築師               | 承建商                   | 提供升降機的廠商 | 期數 |
| ---------------- | ------------------------- | -------- | --------------------- | -------- | -------------- | -------------------- | ------------------------ | ---------------- | ---- |
| 錦富閣（A座）    | 康和一型第二款            | 2000年   | 40                    | 8        | 320            | 許李嚴建築師有限公司 | 祥記馮祥                 | 三菱             | 1    |
| 錦邦閣（B座）    | 康和一型第二款            | 2000年   | 40                    | 8        | 320            | 許李嚴建築師有限公司 | 祥記馮祥                 | 三菱             | 1    |
| 錦興閣（C座）    | 康和一型第二款            | 2000年   | 40                    | 8        | 320            | 許李嚴建築師有限公司 | 祥記馮祥                 | 三菱             | 1    |
| 錦盛閣（D座）    | 康和一型第二款            | 2000年   | 40                    | 8        | 320            | 許李嚴建築師有限公司 | 中國海外房屋工程有限公司 | 三菱             | 3    |
| 錦蔚閣（E座）    | 康和一型第二款            | 2000年   | 40                    | 8        | 320            | 許李嚴建築師有限公司 | 中國海外房屋工程有限公司 | 三菱             | 3    |
| 錦麗閣（F座）    | 康和一型第一款            | 2000年   | 40                    | 8        | 320            | 許李嚴建築師有限公司 | 中國海外房屋工程有限公司 | 三菱             | 3    |
| 錦晶閣（G座）    | 康和一型第一款            | 2000年   | 40                    | 8        | 320            | 許李嚴建築師有限公司 | 中國海外房屋工程有限公司 | 三菱             | 3    |
| 錦瑩閣（H座）    | 單向式康和型 （特別設計） | 2000年   | 40                    | 6        | 240            | 興業建築師有限公司   | 瑞安建業                 | 富士達           | 2    |
| 錦天閣（J座）    | 單向式康和型 （特別設計） | 2000年   | 40                    | 6        | 240            | 興業建築師有限公司   | 瑞安建業                 | 富士達           | 2    |
| 錦培閣（K座）    | 單向式康和型 （特別設計） | 2000年   | 40                    | 6        | 240            | 興業建築師有限公司   | 瑞安建業                 | 富士達           | 2    |
| 錦文閣（L座）    | 單向式康和型 （特別設計） | 2000年   | 40                    | 6        | 240            | 興業建築師有限公司   | 瑞安建業                 | 富士達           | 2    |
| 錦基閣（M座）    | 單向式康和型 （特別設計） | 2000年   | 40                    | 6        | 240            | 興業建築師有限公司   | 瑞安建業                 | 富士達           | 2    |

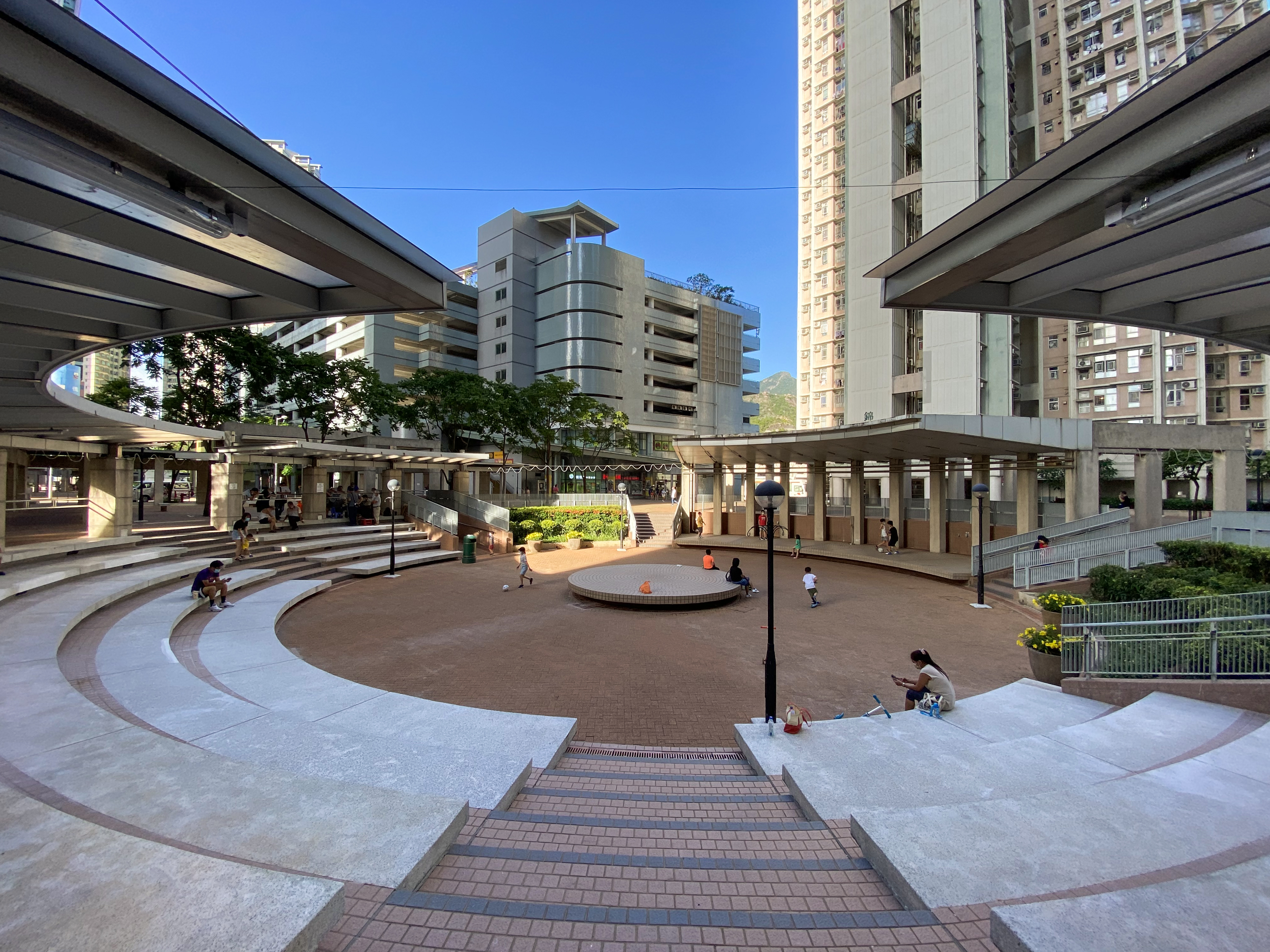
露天劇場（2021年7月）
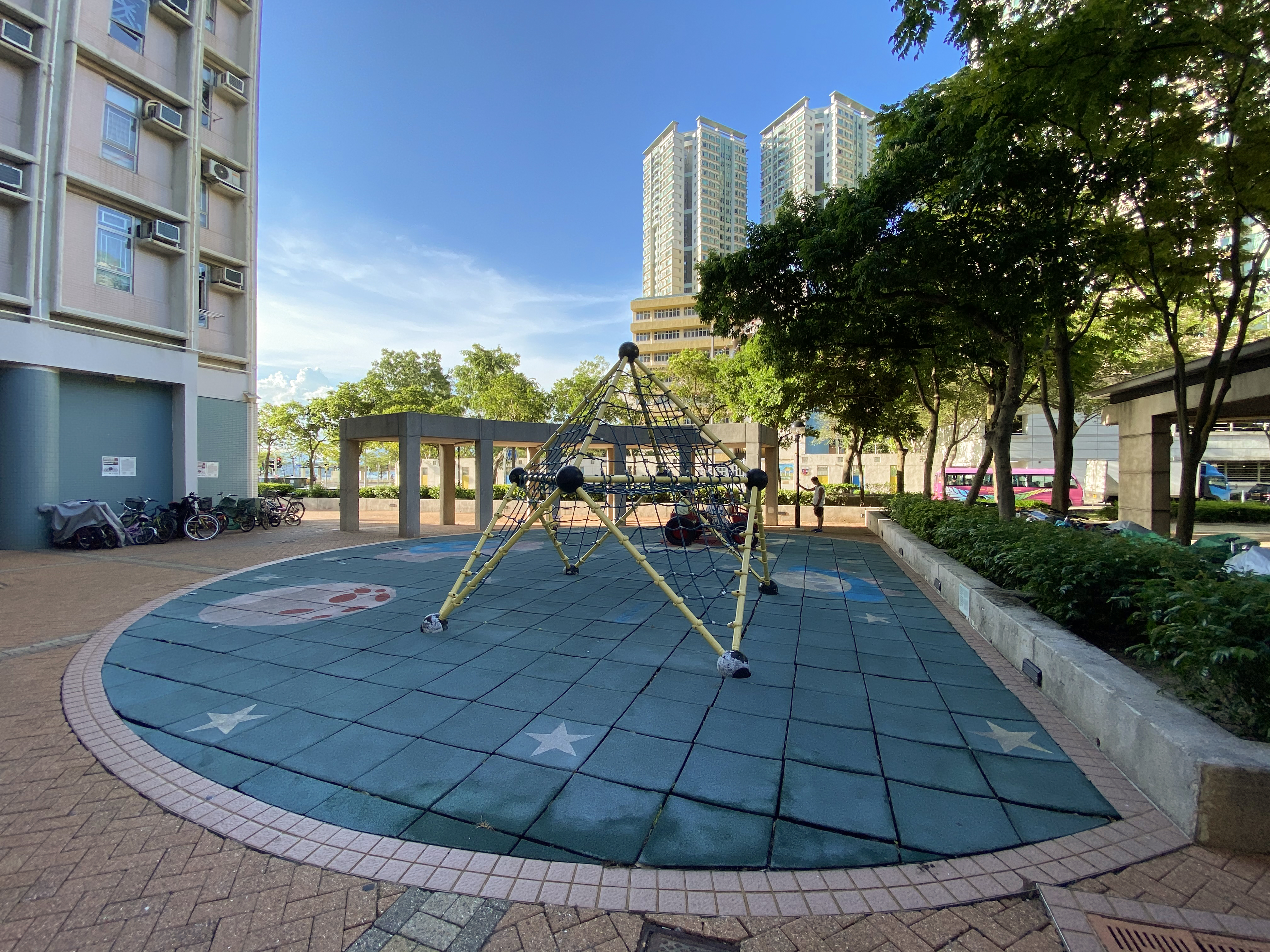
錦富閣（A座）旁的兒童遊樂場
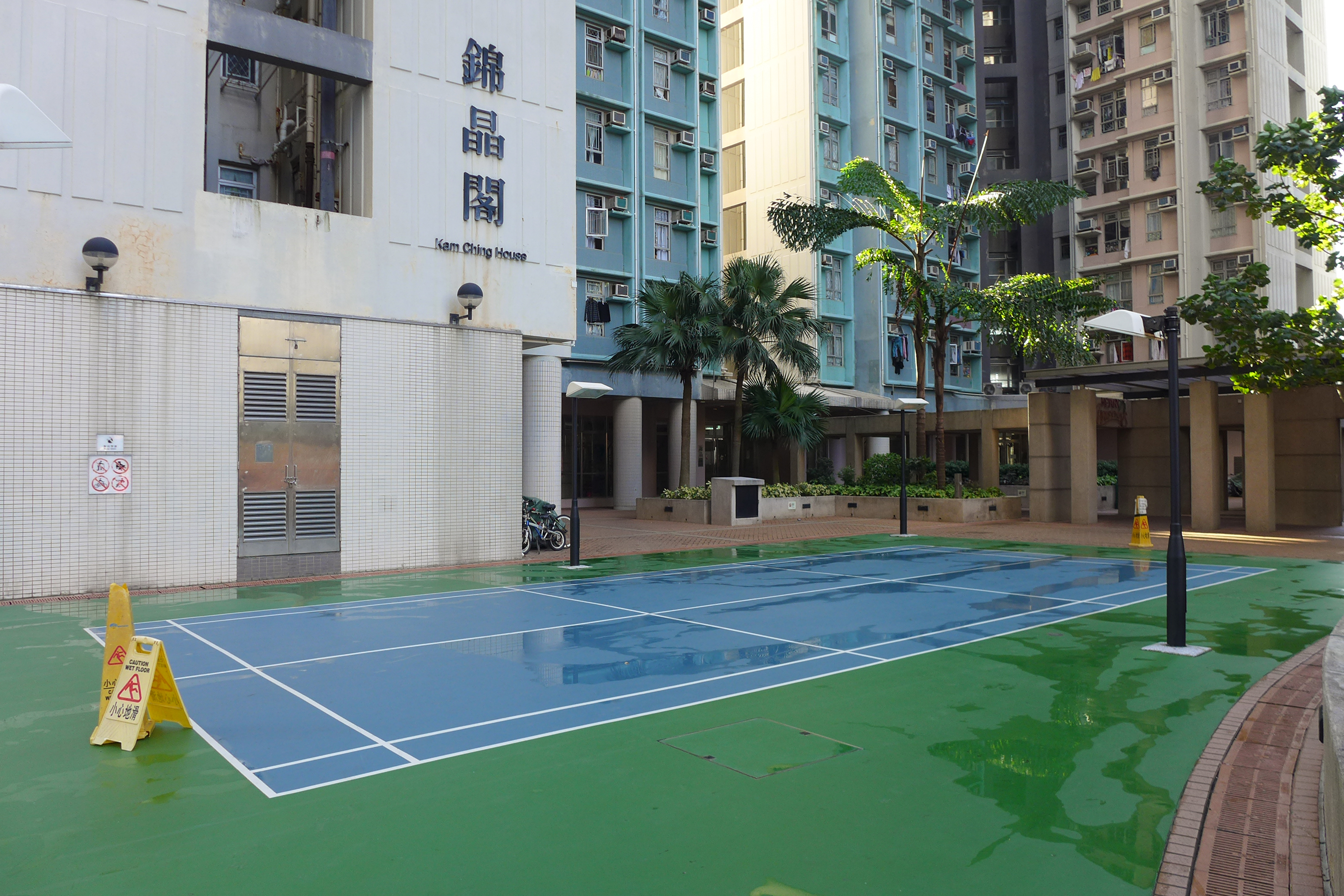
羽毛球場（2017年12月）
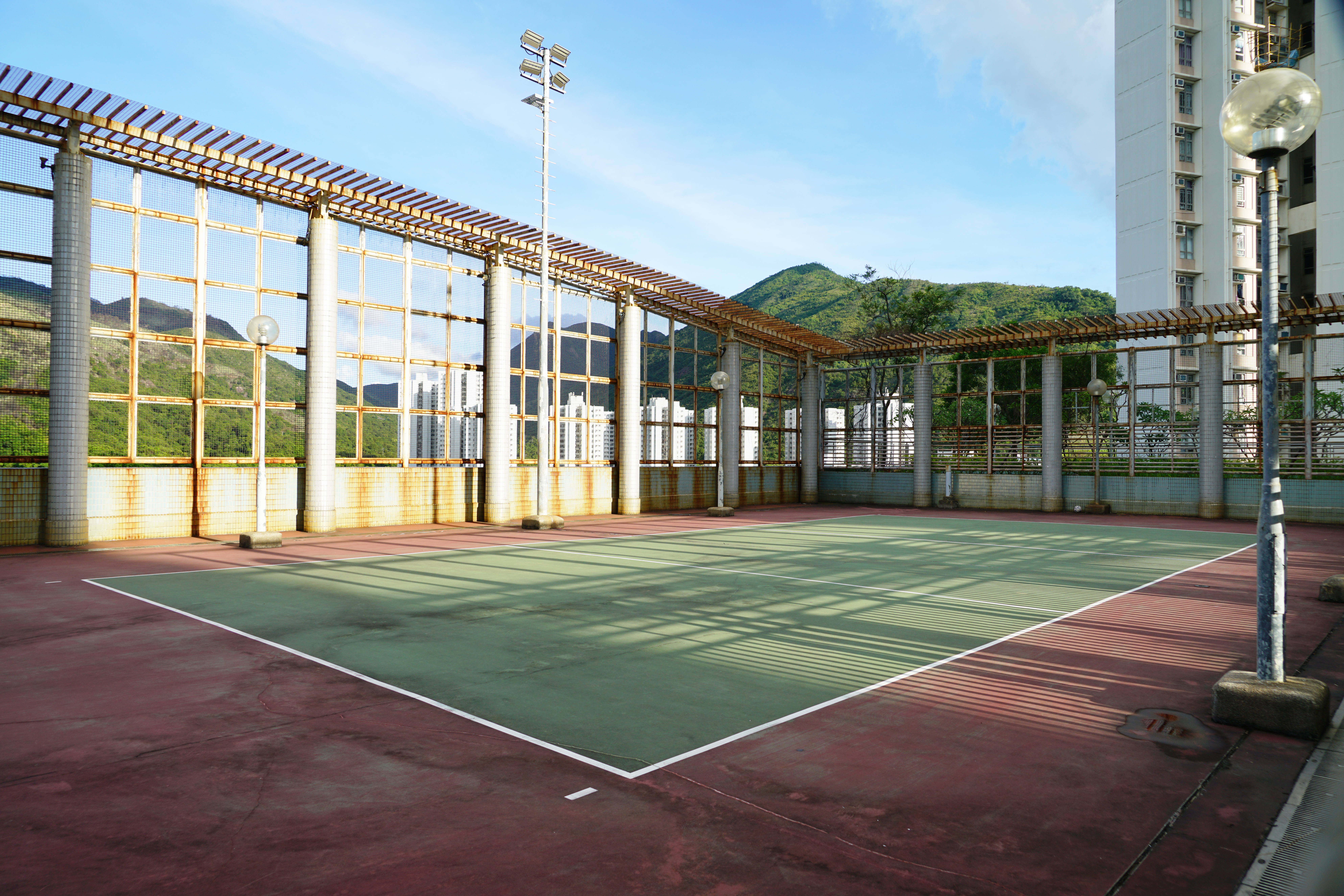
排球場
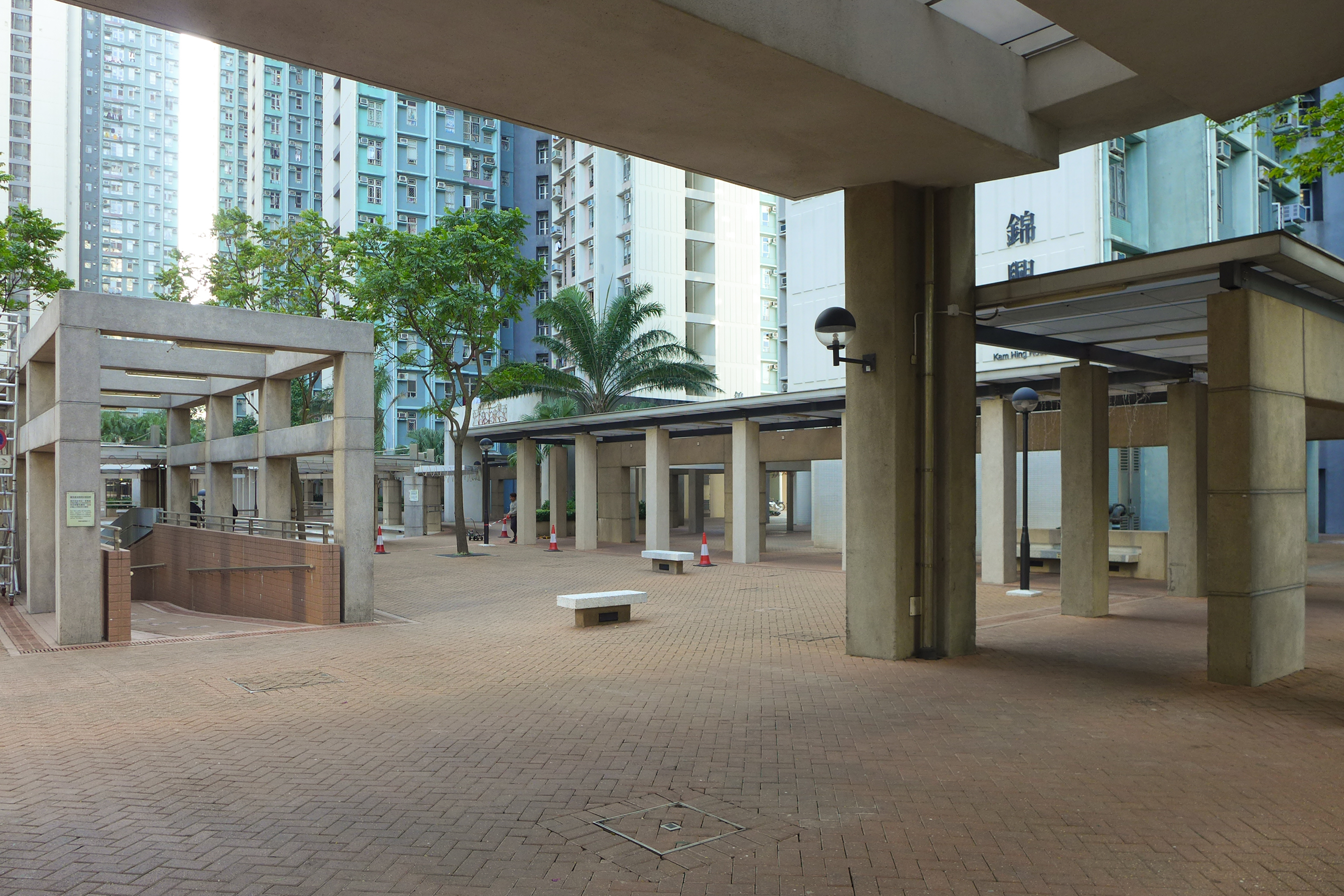
有蓋行人通道（2017年12月）

### 設施

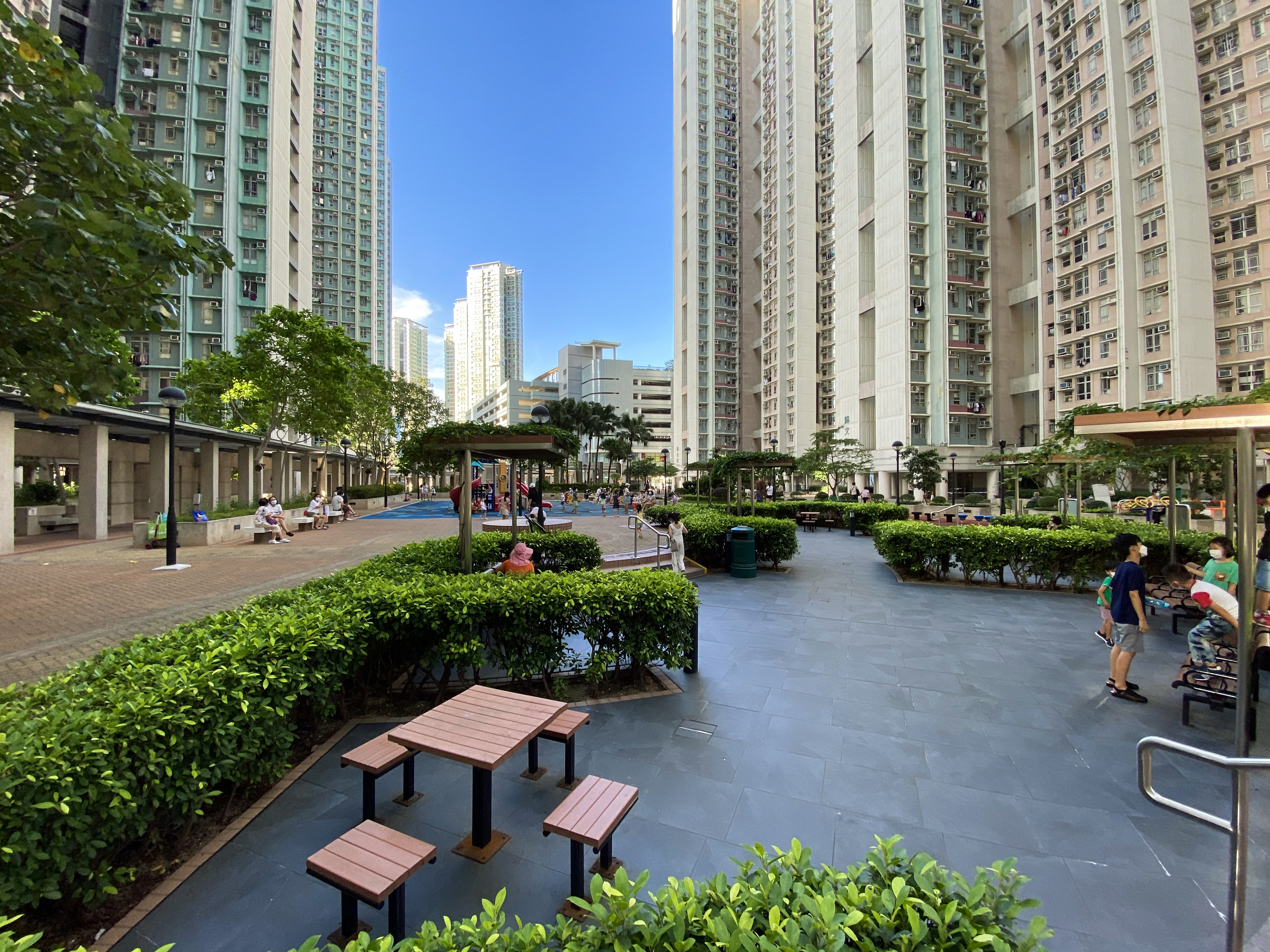
園林空間（2021年7月）

錦泰苑設施包括多層停車場、露天劇場、羽毛球場及兒童遊樂場。

### 商場

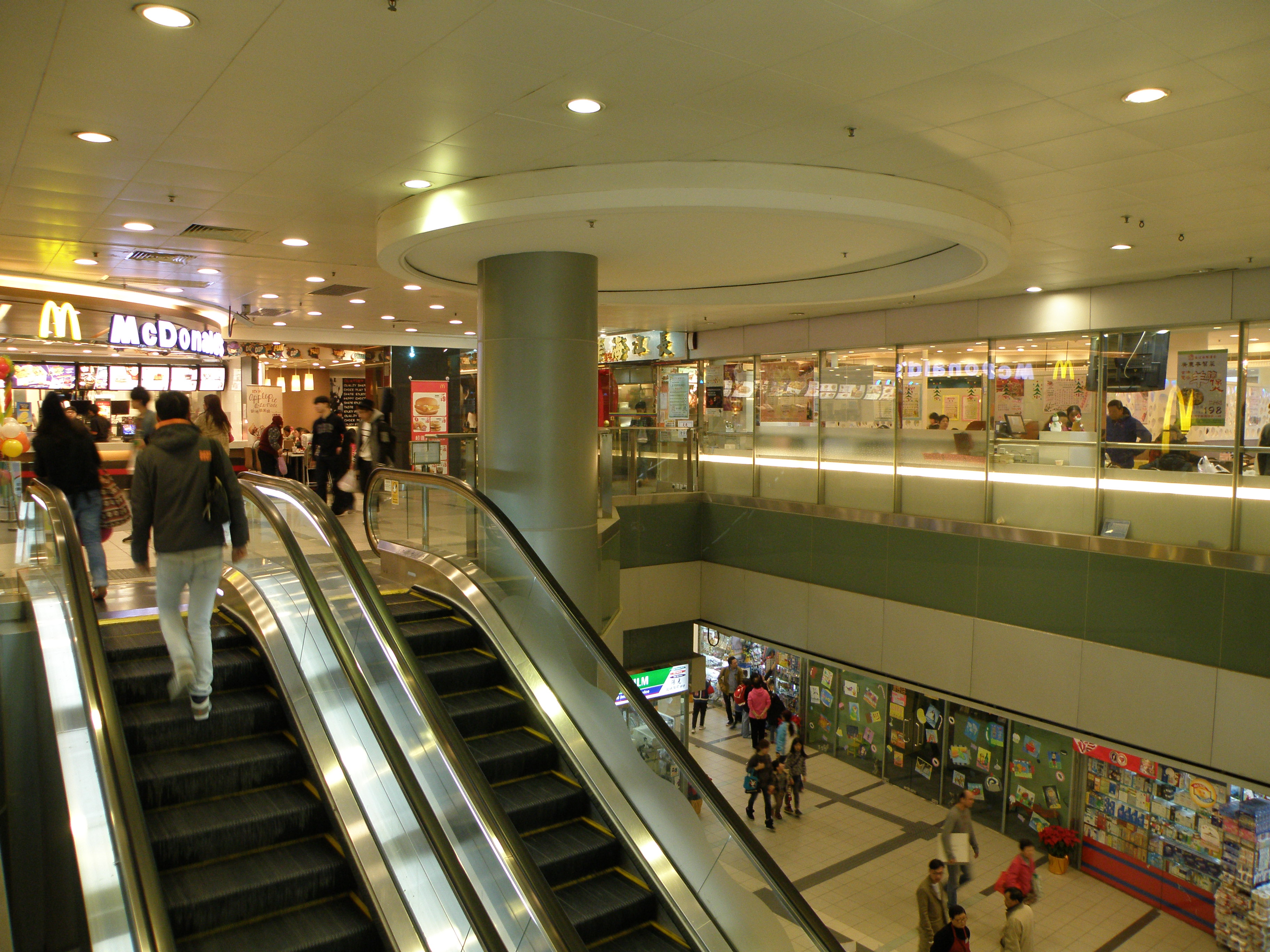
錦泰商場中庭（2014年）

錦泰商場樓高2層，設多間商店，包括惠康超級市場、麥當勞、大家樂、OK便利店、凱施餅店、琴行、街市、藥房、文具店、中西醫診所、錦泰郵政局、崇真會美善幼稚園暨幼兒園（馬鞍山）、香港小童群益會賽馬會馬鞍山青少年綜合服務中心及信義會馬鞍山長者地區中心等。2017年11月，領展將錦泰商場售予基匯資本，2019年1月基匯資本擬於商場地下的惠康超市舖位增設街市，惠康則遷往1樓酒樓位置，2月底屹立商場19年的長江海鮮酒家因而結業，街市於11月30日開幕，稱為「鮮薈市場·錦泰」（英語：The Fresh One Market·Kam Tai），設28個檔位並增設小食街，由光亮實業經營。

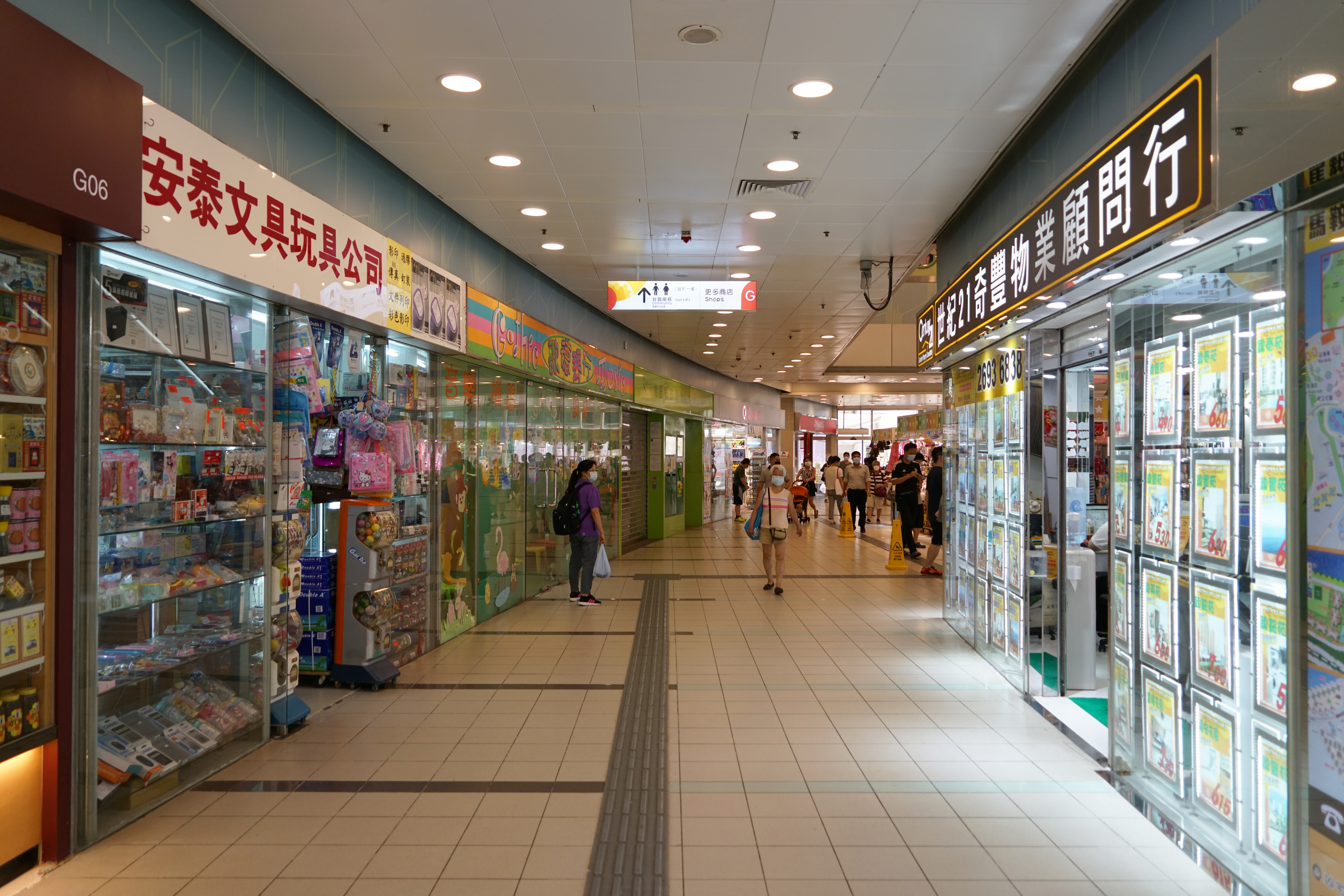
錦泰商場地下
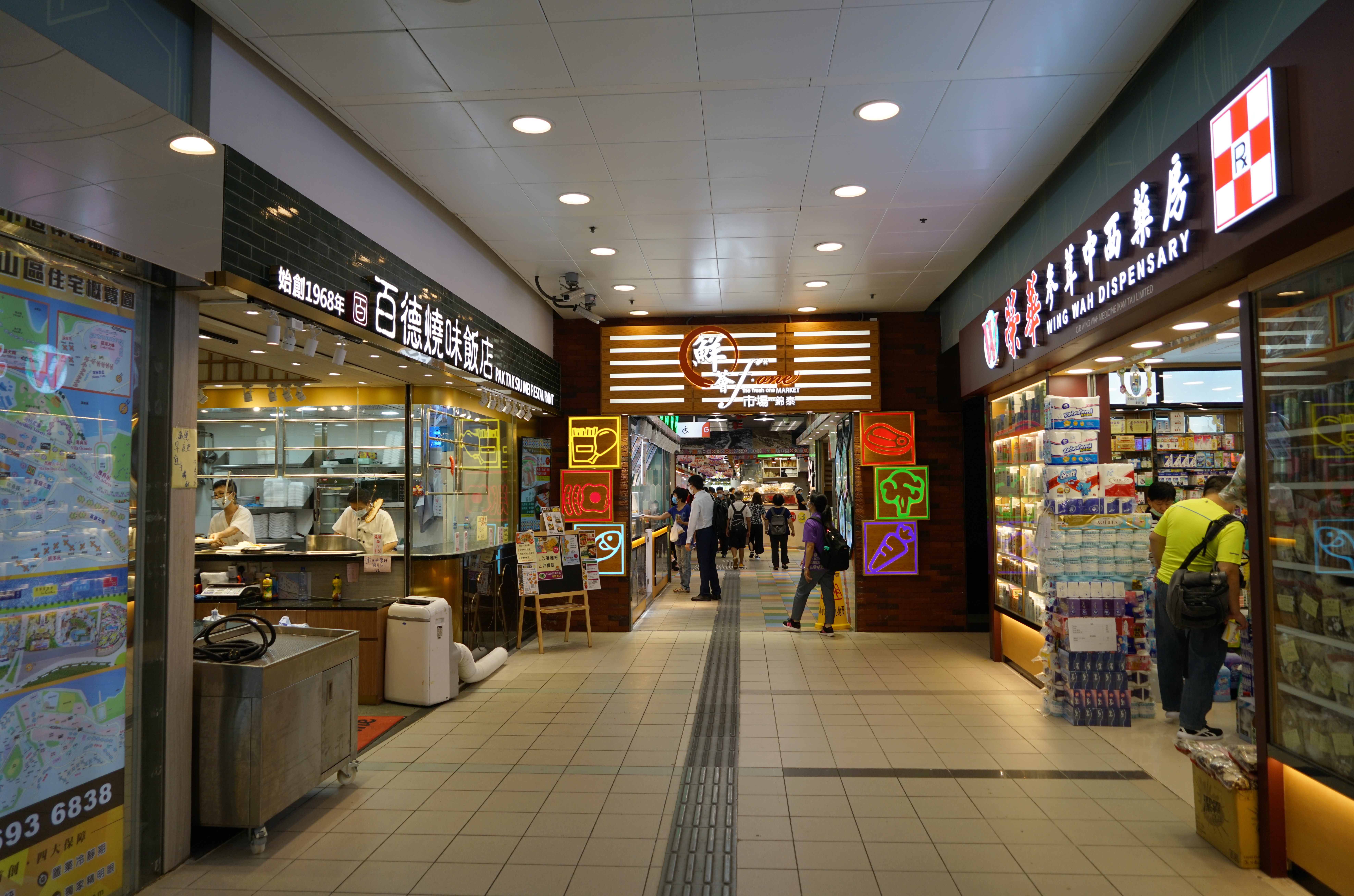
鮮薈市場·錦泰入口
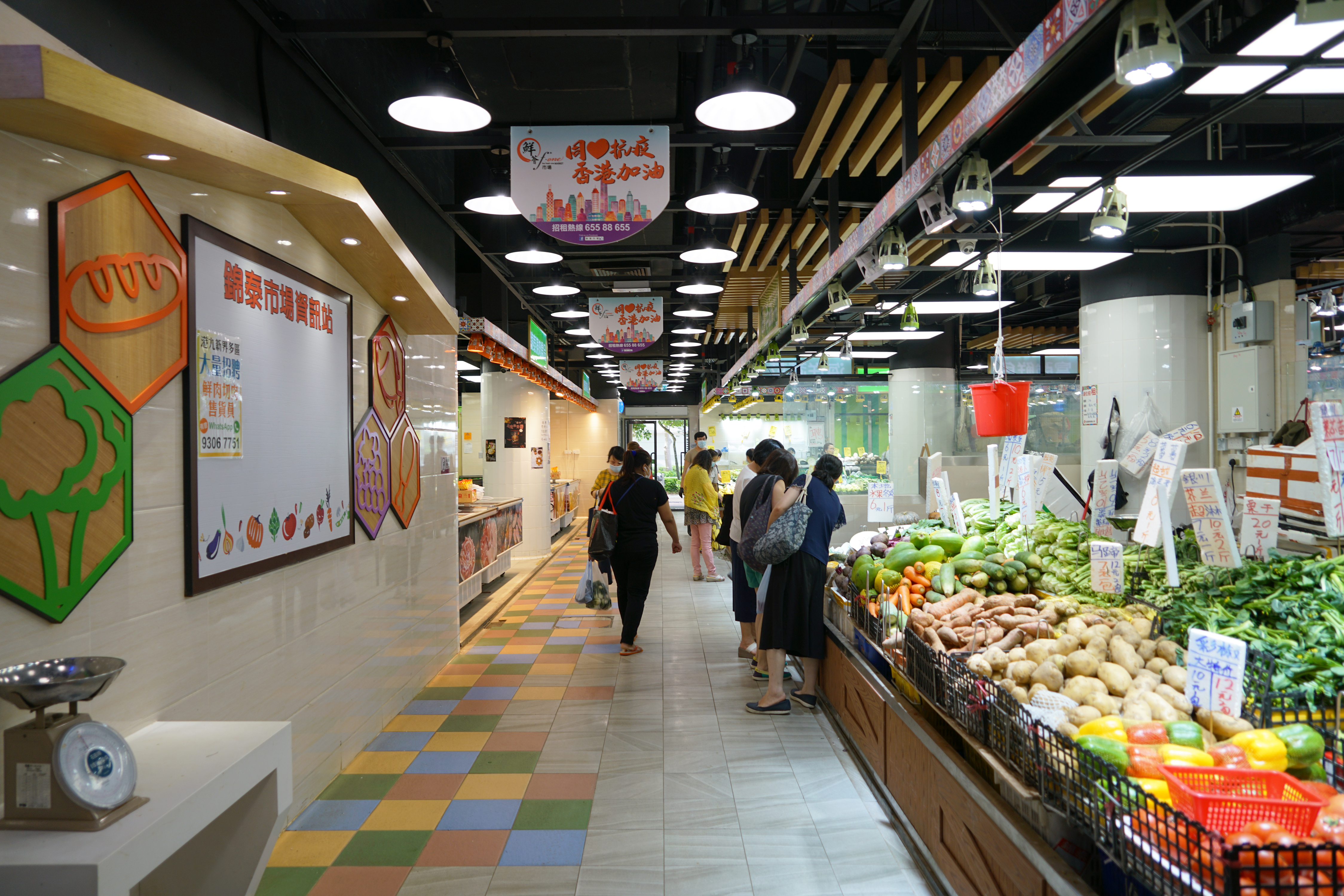
鮮薈市場·錦泰菜檔
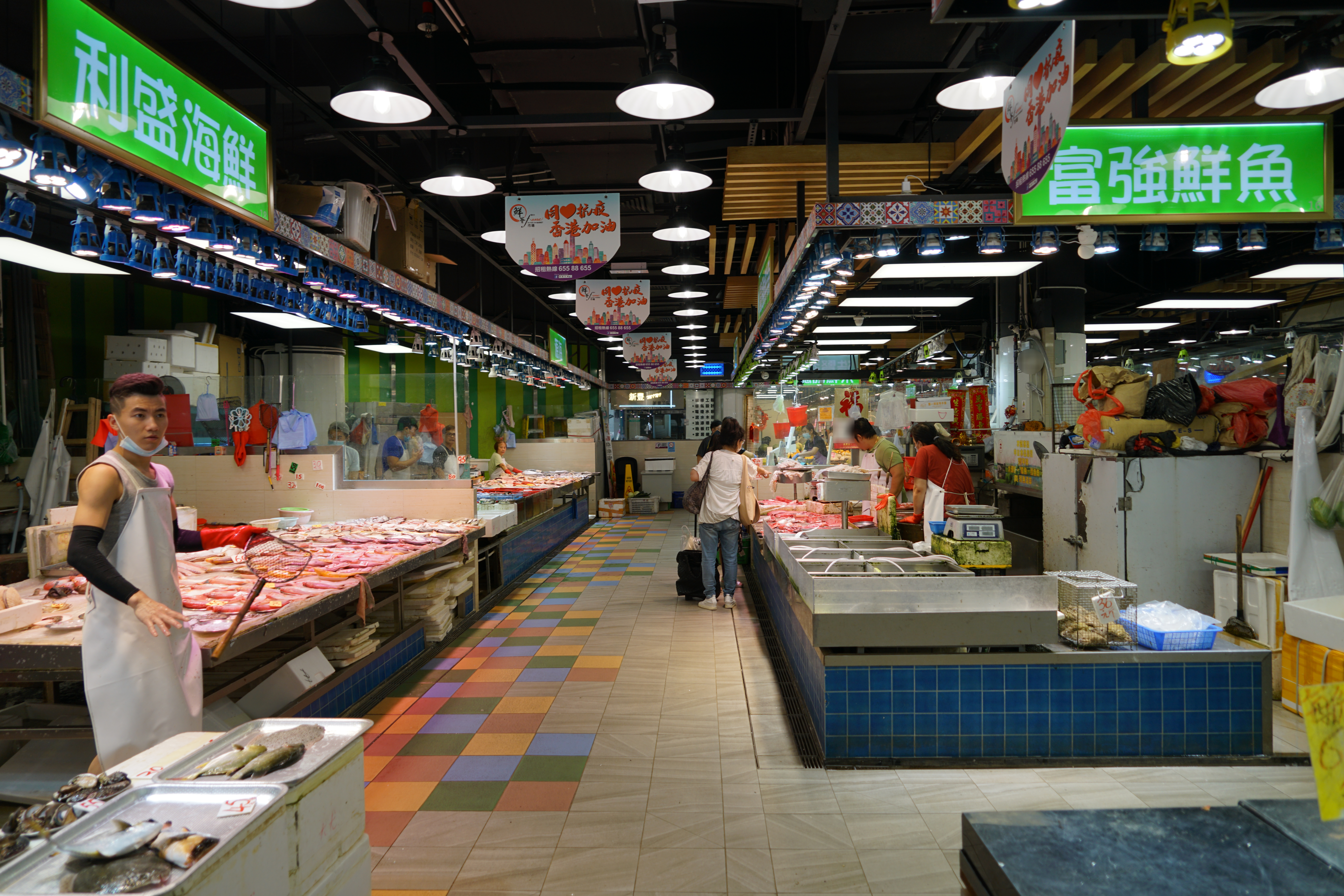
鮮薈市場·錦泰魚檔
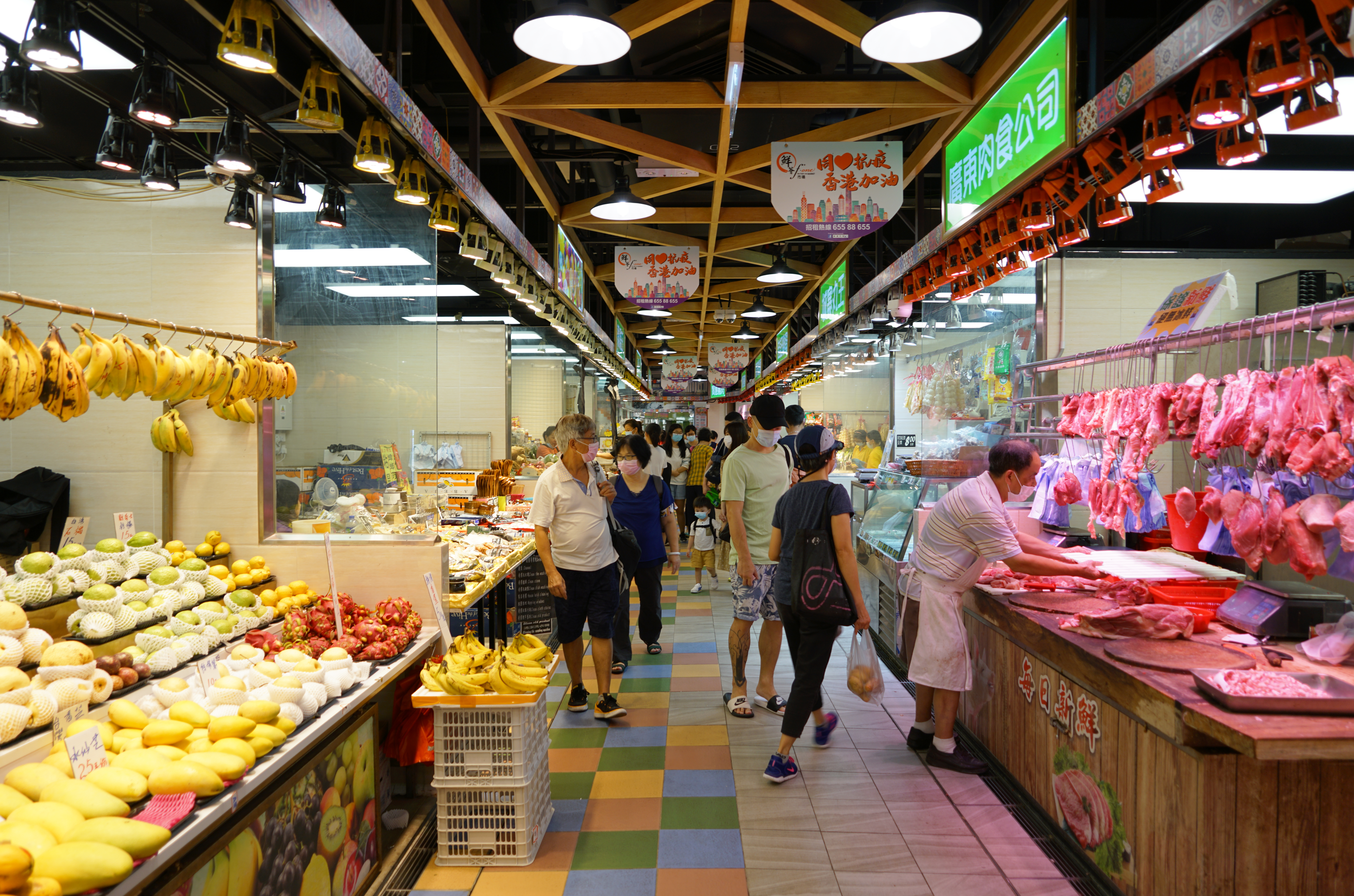
鮮薈市場·錦泰水果及肉檔
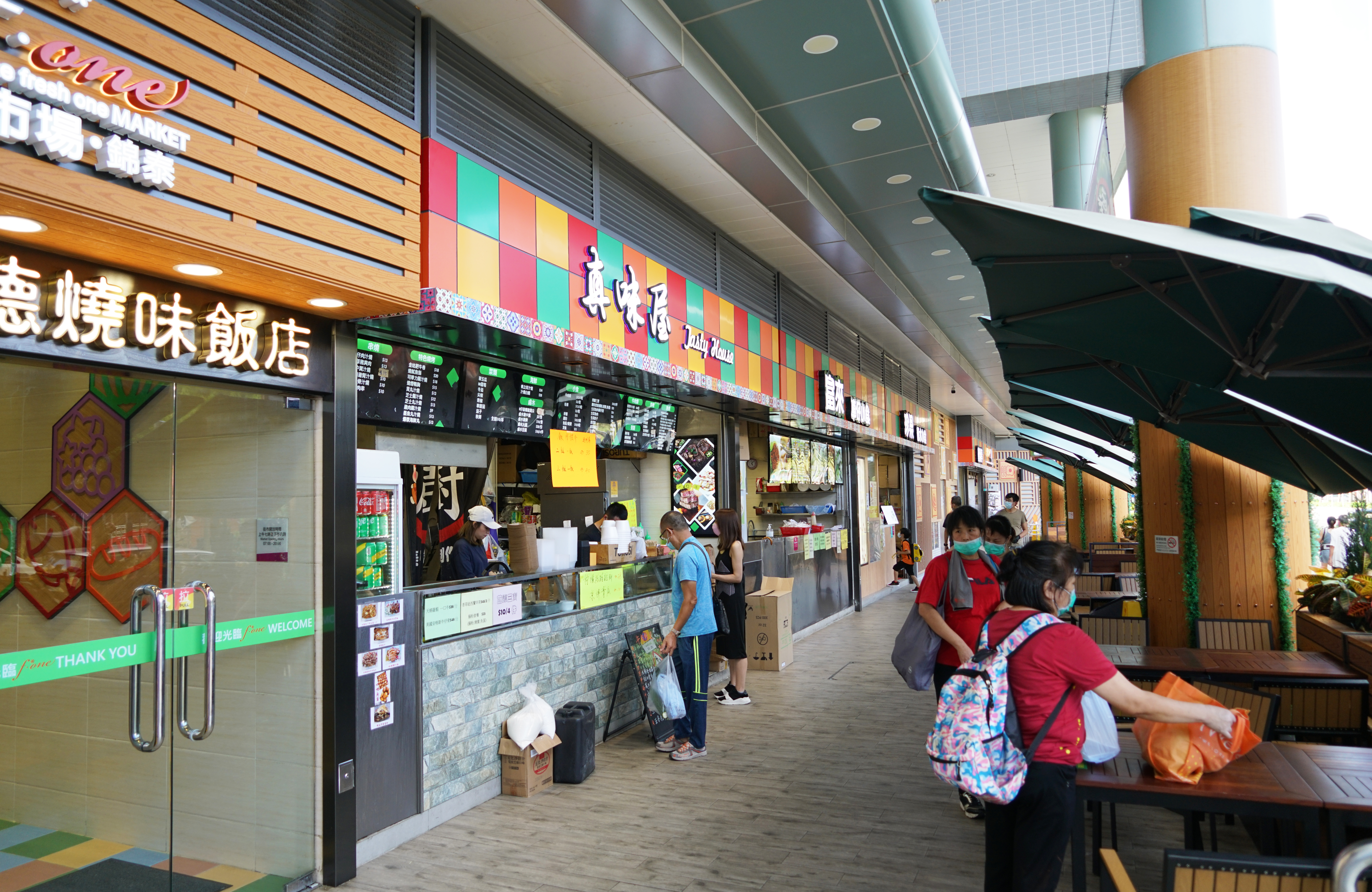
鮮薈市場·錦泰小食街
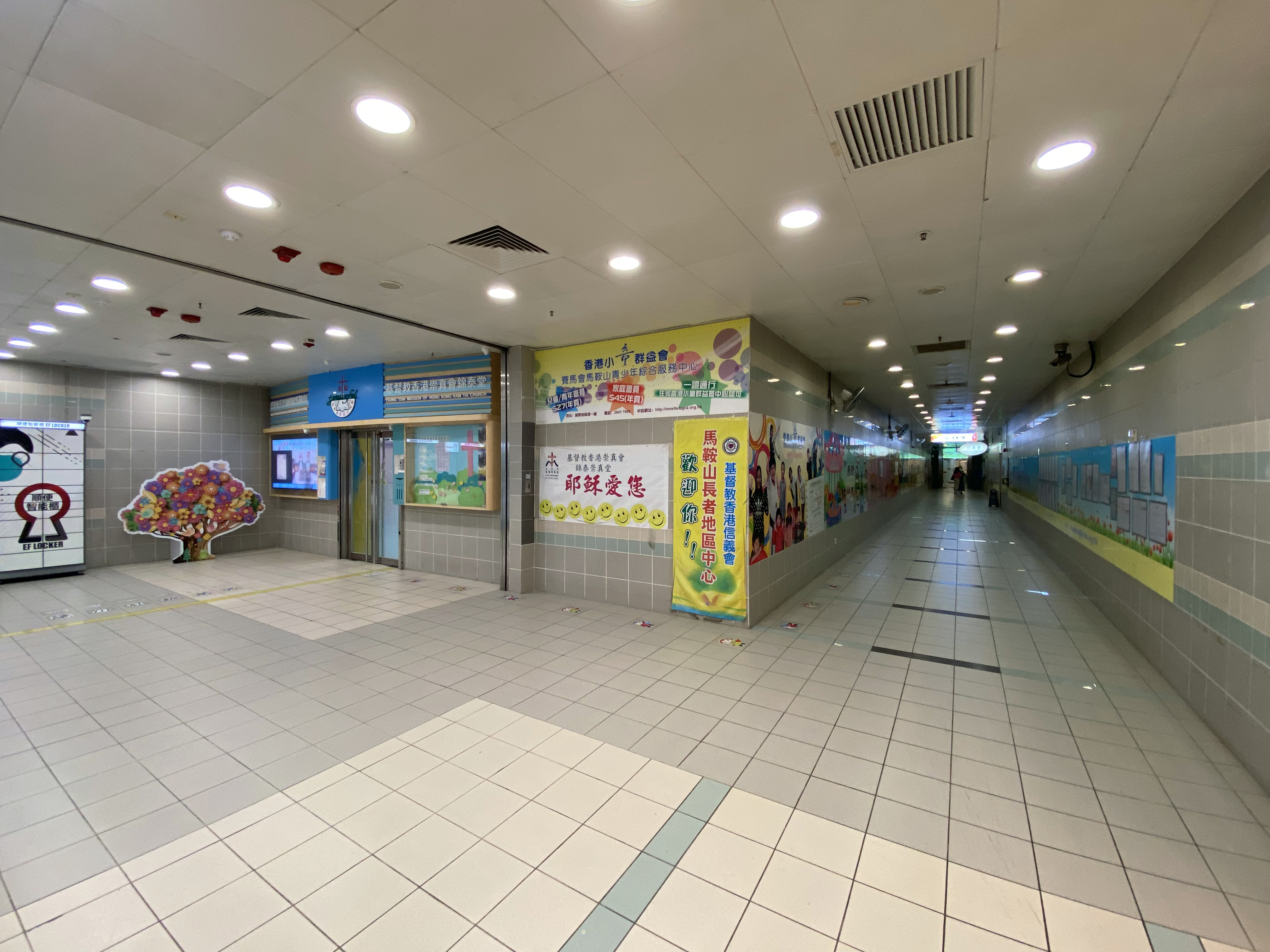
錦泰商場1樓社區設施

## 拍攝場地
- TVB電視劇《師奶兵團》及《結·分@謊情式》的主要拍攝場地
- 電視劇《衝線》及《迷》的大結局亦在此拍攝

## 知名住客
- 趙佩玉：2018年3月香港立法會補選參選人[12]。
- 蘇達良：前香港大埔區議會船灣選區區議員。

## 事件
2017年12月23日，一名71歲姓羅清潔男工在錦邦閣傾倒垃圾時懷疑失足跌進垃圾槽，頭下和腳上卡在29至30樓之間的垃圾槽被困約2小時，送院後搶救不治。警方列作「工業意外」案處理。而法醫潘偉明稱，死因是他的頸和上身肌肉遭垃圾袋壓住，造成「機械性窒息」死。而外判商惠康環境服務有限公司欠缺專業訓練和沒有提供相關安全書面資料，勞工處要求暫時停工及改善。死因庭最終裁定死者死於意外，陪審團建議勞工處及職業安全健康局須向全港清潔工提供清理淤塞垃圾槽的訓練和提高清理垃圾槽時的安全意識，涉案清潔公司也應安排和確保員工參與清理塞槽的訓練，並保留受訓完整記錄，屋苑管理公司也應將垃圾房每個槽口鎖好。
2019年6月18日下午5時27分，一對住於錦麗閣的中年夫婦因男戶主多年來出現情緒和失業問題，兩人從廚房位置墮樓。救護員證實當場死亡。警方經初步調查後，發現單位內有多罐啤酒，而且顯示兩人有經濟困難或病痛記錄。重案組人員在晚上11時將案件列作謀殺及自殺案處理。

## 外部連結
- 房委會物業位置及資料 錦泰苑 （页面存档备份，存于）